# Молочай прутяний
Молочай прутяний, молочай прутовидний (Euphorbia virgata) — вид трав'янистих рослин з родини молочайні (Euphorbiaceae), поширений у Європі крім півночі, зх., пд.-зх. і цн. Азії.

## Опис
Багаторічна рослина 30–100 см. Листки 10–110 мм довжиною, 2.5–9 мм завширшки, до основи звужені або сидячі, на верхівці коротко загострені або тупі. Верхівкових квітконосів 6–13. Листочки обгорточки 9–20 мм шириною. Келишок широко-дзвоновий, 2–3 мм довжиною, з торочкуватих-війчастими лопатями. Кореневище струнке, розлоге. Коробочки субкулясті, 2.5–3.5 × 3–4.5 мм. Насіння жовто-буре до сірого або строкатого, довгасто-еліпсоїдне до довгасто-яйцеподібного, 2.2–2.6 × 1.3–1.6 мм. 2n = 60.
Цвіте з червня по серпень.

## Поширення
Поширений у Європі крім півночі, зх., пд.-зх. і цн. Азії; натуралізований у Канаді й США. Зростає зазвичай на сухих схилах, узбіччях доріг, полях, узліссях, луках, переважно на легких ґрунтах. 
В Україні вид зростає на сухих луках, берегах і в чагарниках, як бур'ян на полях і в садах — на всій території.